# Composizionalità
Il principio di composizionalità o principio di Frege è un principio della semantica, della filosofia del linguaggio e di altre discipline correlate, che stabilisce che il significato di un'espressione linguistica è determinato solo dal significato delle sue espressioni costituenti e dalle modalità con cui sono combinate. Per esempio, il significato della frase "Socrate è un uomo" è completamente dato dal significato delle parole "Socrate" e "uomo" e della connessione logica "è un". Il principio quindi asserisce che vale per le espressioni linguistiche quello che vale, per esempio, per le espressioni aritmetiche, in cui il valore di un'espressione dipende dal valore degli operandi e dal significato dell'operatore con cui sono combinati. La prima formulazione esplicita di questo principio è normalmente attribuita a Gottlob Frege, benché l'idea generale si trovi anche in autori precedenti, incluso Platone (in particolare nel Teeteto). 

## Connettivi
Alcune parole come "e" e "o" permettono di unire tra loro diverse proposizioni. Sono espressioni di questo tipo che ci permettono di compiere delle operazioni di composizione tra significati.
Ad esempio, in una frase come "oggi Chiara porterà la torta o i pasticcini", il connettivo "o" ci dice che almeno una delle due proposizioni è vera, o "Chiara porterà la torta" o "Chiara porterà i pasticcini". Il valore di verità della combinazione delle due proposizioni sarà determinato dal valore di verità delle proposizioni che la compongono: se sono entrambe false, la loro combinazione sarà falsa.

## Problemi del principio di composizionalità
Non sempre però questo principio sembra funzionare, per diversi motivi:
- sembra che il significato di una frase sia "qualcosa in più" della somma delle sue parti;
- un'espressione può acquistare un valore idiomatico, può cioè fossilizzarsi nel lessico, di modo che il suo significato non deriva più dalla somma dei significati delle sue parti;
- di alcune frasi è problematico dire se siano vere o false ("Maria fa i capelli al re di Francia" presuppone che in Francia ci sia un re, ma se questa presupposizione non è soddisfatta, non sappiamo assegnare un valore di verità alla frase).